# Kościelnica (gromada)
Kościelnica – dawna gromada, czyli najmniejsza jednostka podziału terytorialnego Polskiej Rzeczypospolitej Ludowej w latach 1954–1972.
Gromady, z gromadzkimi radami narodowymi (GRN) jako organami władzy najniższego stopnia na wsi, funkcjonowały od reformy reorganizującej administrację wiejską przeprowadzonej jesienią 1954 do momentu ich zniesienia z dniem 1 stycznia 1973, tym samym wypierając organizację gminną w latach 1954–1972.
Gromadę Kościelnica siedzibą GRN w Kościelnicy (obecnie w granicach Uniejowa) utworzono 31 grudnia 1959 w powiecie poddębickim w woj. łódzkim z obszaru zniesionych gromad Człopy i Orzeszków. Równocześnie do gromady Kościelnica przyłączono enklawę o nazwie ulica Niwa o powierzchni 24 ha z miasta Uniejowa; z gromady Kościelnica wyłączono natomiast kolonię Aleksandrówek włączając ją do Uniejowa.
W 1961 roku (styczeń) gromadzka rada narodowa składała się z 27 członków.
1 stycznia 1970 do gromady Kościelnica z miasta Uniejów przyłączono miejscowość Budy Uniejowskie wraz z drogą państwową biegnącą z Ozorkowa do Turku o łącznej powierzchni 537,78 ha.
Gromada przetrwała do końca 1972 roku, czyli do kolejnej reformy gminnej.